# Karl Giesser
Karl Giesser est un footballeur autrichien né le 29 octobre 1928 et mort le 15 janvier 2010. Il évoluait au poste de défenseur.

## Biographie
Il joue dans un seul club durant sa carrière, le Rapid Vienne de 1949 à 1964.
International, il reçoit 4 sélections en équipe d'Autriche de 1954 à 1961. Il fait partie de l'équipe autrichienne lors de la Coupe du monde 1954.

## Carrière
- 1949-1964 :  Rapid Vienne[2],[3]

## Palmarès

### En sélection
- Troisième de la Coupe du monde en 1954